# Kacimari, Mostîska
Kacimari (în ucraineană Качмарі) este un sat în comuna Sokolea din raionul Mostîska, regiunea Liov, Ucraina.

## Demografie
Componența lingvistică a localității Kacimari
     Ucraineană (97,37%)
     Rusă (2,63%)
Conform recensământului din 2001, majoritatea populației localității Kacimari era vorbitoare de ucraineană (97,37%), existând în minoritate și vorbitori de rusă (2,63%).